# Горсиотеф
Горсиотеф — царь Куша (Нубия) в 404—369 годах до н. э.

## Биография
Горсиотеф известен из пирамиды № 13 в Нури, надписью в храме Кавы и по большой стеле, которая находилась около горы Баркаль. На этой стеле сохранилась летопись времени его правления. Правивший достаточно долго Горсиотеф — один из лучших задокументированных властителей Нубии.
Горсиотеф был сыном царицы Атасамало, которая была погребена в Нури (пирамида № 61) и имела титул «Царская сестра». Отец неизвестен. Его супругой являлась Батахиалийе, погребённая в пирамиде № 44 (Нури).
Самыми важными событиями на вышеназванной стеле отмечается является борьба в годы его царского правления — 3-й, 5-й и 6-й годы — против Меденета (вероятно, кочевников Медеда), которые, по-видимому, обитали в восточной пустыне. Во 2-й, 18-й и 23-й годы правления Горсиотефа отмечены кампании против кочевников Рехерес, которые беспокоили окрестности Мероэ. В 11-й год было подавлено восстание при Миргиссе, а в 16-й и 35-й годы Кушитское царство вело войны в Нижней Нубии против Мехиуфа.
Наряду с этими событиями проводились строительство и работы в храмах страны. Наконец, к этому времени относятся находки названий праздников, которые проводились в местных храмах в честь их богов.
Надпись Горсиотефа показывает, что Нубия в то время была мощным государством, которое занималось агрессивной внешней политикой.